# Spillatico
Lo spillatico è un istituto giuridico del diritto familiare, di antiche origini, consistente nel'obbligo giuridico del marito a corrispondere alla coniuge una somma in denaro, con cui la moglie doveva far fronte a spese personali di piccola entità. La somma era corrisposta con periodicità annuale, di solito quale componente della rendita dotale, dalla quale veniva detratta, e in tal caso lo spillatico era detto proprio. Nel caso in cui prescindesse, invece, dall'esistenza della dote, lo spillatico era detto improprio. 

## Etimologia
Il termine deriva da spillo, in quanto in origine la somma era probabilmente destinata all'acquisto di questo genere di utensili femminili o di altre simili minuterie. La stessa etimologia evidenzia la destinazione dell'istituto al soddisfacimento di bisogni minuti di spesa.

## Diffusione e abrogazione
La Riforma del diritto di famiglia del 1975, intervenuta con legge 19 maggio 1975, n. 151, abrogando diversi antichi istituti giuridici (tra cui la dote), ha definitivamente travolto anche lo spillatico, la cui diffusione, peraltro, riguardava soprattutto l'ambito dell'Italia meridionale, essendo l'istituto principalmente in uso negli ambienti nobiliari napoletani. 

## Altri significati
Il termine poteva anche indicare una consuetudine che prevedeva la maggiorazione del corrispettivo pattuito tra i due contraenti di un negozio giuridico. L'addizionale sul prezzo dell'affare era destinata a finanziare un regalo che il venditore avrebbe corrisposto alla propria moglie, con il quale i due coniugi potevano festeggiare il buon fine del contratto.